# 八十島美也子
八十島 美也子（やそしま みやこ）は、テレビドラマ・舞台の脚本・演出家。福岡県出身。

## 概要
初演出作品は2010年1月5日から放送された東海テレビ制作・昼帯ドラマ「インディゴの夜」。
学園ものから不倫ドラマ・ラブコメ・サスペンスなど幅広いジャンルのドラマ演出を担当。
近年はドラマを主軸に、舞台の脚本・演出も行っている。
演出を担当した「マルモのおきて」は第17回 AMD Award:優秀賞を受賞。

## テレビドラマ演出
- インディゴの夜（2010）
- マルモのおきて（2011）
- ビューティフルレイン（2012）
- 碧の海〜LONG SUMMER〜（2014）
- 僕のいた時間（2014）
- 逃亡花（2018）
- 2.85次元 教育番組パロディショー うたってにこりん(2021) - 脚本も担当
- 顔だけ先生（2021）
- 恋に無駄口（2022）
- 壁サー同人作家の猫屋敷くんは承認欲求をこじらせている(スピンオフ)（2022） 楽天TV 配信
- 壁サー同人作家の猫屋敷くんは承認欲求をこじらせている（2022）
- わたしの夫は-あの娘の恋人-（2023）
- インターホンが鳴るとき（2023）
- 作りたい女と食べたい女 シーズン2（2024）
- 買われた男（2024）
- バツコイ（20204） - 5話は脚本も担当
- 0.5D（2024）
- トーキョーカモフラージュアワー(2025)
- ひとりトーキョーカモフラージュアワー宏人編(2025) - Tver限定配信

## 舞台演出作品
- アルカナ・ファミリア「Valentino」(2016)
- アルカナ・ファミリア「23枚目のタロッコ」(2016)
- アルカナ・ファミリア「幽霊船の秘密」(2017)
- アルカナ・ファミリア「希望の花Episode0」（2017）
- アルカナ・ファミリア「アルカナ・デユエロ」(2018)
- 歌劇派ステージ『ダメプリ』ダメ王子VS完璧王子 (2018) - 脚本も担当
- 歌劇派ステージ「ダメプリ」ダメ王子 VS 偽物王子 (2019)よみうり大手町ホール  - 脚本も担当
- 朗読劇『夏の終わりのリーディング文学』〜江戸川乱歩編〜屋根裏の散歩者・D坂の殺人事件・心理試験 (2020) - 脚本も担当
- 朗読劇『秋の終わりのリーディング文学』〜芥川龍之介編〜羅生門・藪の中(2021） - 脚本も担当
- お私立花村学園〜ぼくらにも救える命がある〜（2022）
- 未知(中目黒演劇祭)（2023）

## 配信ドラマ
- 「因果応報」(2025) - 「どろんこドラマ」featuring「ドラマ演出家八十島美也子」[2]